# Askøgade
Askøgade er en gade beliggende på Østerbro i København. Gaden strækker sig fra Vognmandsmarken til Bryggervangen. Gaden er opkaldt efter øen Askø i Smålandsfarvandet.

## Bebyggelse og miljø
Gaden består hovedsageligt af beboelsesejendomme.